# Episodi di Countdown (serie televisiva 2010) (terza stagione)
La terza ed ultima stagione della serie televisiva Countdown è andata in onda in Germania sul canale RTL dal 12 gennaio al 2 marzo 2012.
In Italia la stagione è stata trasmessa dal 16 luglio al 3 settembre 2013 su Rai 2.
| n° | Titolo originale | Titolo italiano   | Prima visione tedesca | Prima visione italiana |
| -- | ---------------- | ----------------- | --------------------- | ---------------------- |
| 1  | Rache            | Vendetta          | 12 gennaio 2012       | 16 luglio 2013         |
| 2  | Nutte Nummer 5   | La quinta vittima | 19 gennaio 2012       | 23 luglio 2013         |
| 3  | Suizid           | Suicidio          | 26 gennaio 2012       | 6 agosto 2013          |
| 4  | Schulmädchen     | La studentessa    | 2 febbraio 2012       | 13 agosto 2013         |
| 5  | Die Illegalen    | Clandestini       | 9 febbraio 2012       | 20 agosto 2013         |
| 6  | Der Tag danach   | Il giorno dopo    | 16 febbraio 2012      | 27 agosto 2013         |
| 7  | Die Polizistin   | La poliziotta     | 23 febbraio 2012      | 3 settembre 2013       |
| 8  | Romeo und Julia  | Giulietta e Romeo | 2 marzo 2012          | 3 settembre 2013       |